# Izvoarele, Tulcea

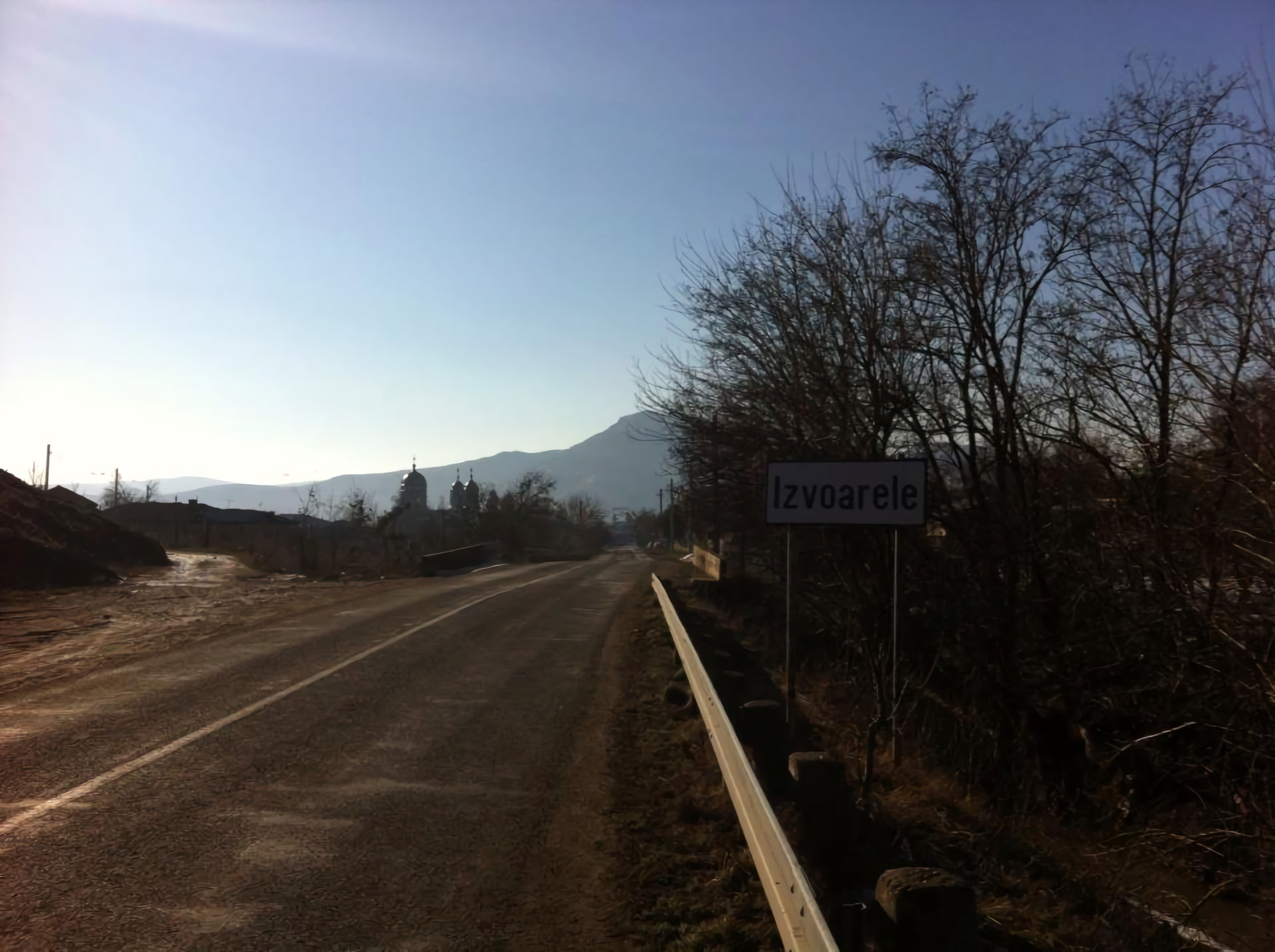
Stradă în satul Izvoarele, comuna Izvoarele

Izvoarele (în trecut Alibeichioi, Regele Ferdinand I, General Markos, apoi Filimon Sîrbu) este satul de reședință al comunei cu același nume din județul Tulcea, Dobrogea, România. Se află în partea de centrală a județului, în Depresiunea Nalbant.

## Comunitatea greacă
În satul Izvoarele se află una dintre vechile comunități ale grecilor din România, stabilită în urmă cu două sute de ani. Iată descrierea realizată de Nichita Bonjug – învățător titular și diriginte al școlii din sat în perioada interbelică –, și publicată în 1929: „Rostul acesta consta, în toamna anului 1830, din niște bordee părăsite, ocupate în treacăt de 13 familii de Greci originari din Aspru (Acdere) și 7 familii de Bulgari din Curnchioi, districtul Varnei. Pornind dela locurile lor la anul 1829, odată cu înapoerea oștilor rusești din Turcia înfrântă, ei s-au așezat pentru scurtă durată în sudul Basarabiei, la Frecăței, Cișmechioi, Traianu- Vechiu, Pelini și Curciù. Mai apoi, mânați de dorul locurilor nașterii lor, luându-și drumul înapoi, poposiră aci cu întreg chervanul, de oare ce născându-se pe drum gemenii Tudorița și Chiriac ai unui Vașili Lefter, mama trebuia să-și facă repaosul celor 40 de zile cerute de higienă. Imensele păduri înconjurătoare și lemnăria de construcție ce le stătea la îndemână, îndemnă pe acești pribegi să facă transporturi fabricilor de caice de la Isaccea și Tulcea, porturi ce se găseau ca la o poștă și jumătate; și le rentă bine. Abundența vânatului în mistreți și căprioare, terenurile fertile cu izvoare numeroase și valea bogată și răcoroasă a Taiței, îi legară de acest ținut și pribegii s-apucară și de puțină plugărie. Câștigurile ușoare îi fixară pe nesimțite locului. Bordeele se refăcură; pe alocuri se ridicară căsuțe modeste, apoi mai solide – și astfel a luat naștere acum 99 ani satul lui Ali-bei, Alibeichioiul de astăzi”. (Bonjug 1929: 272-273). Oamenii de aici și-au păstrat frumusețea obiceiurilor aduse din Grecia, dar au și împrumutat din tradițiile românilor și ale vecinilor bulgari (prezenți în împrejurimi înaintea schimbului de populație din 1940 în urma cedării Cadrilaterului). Au nume românești, vorbesc grecește, iar costumele populare seamănă mult cu cele din Bulgaria. De la bulgari ei au adoptat obiceiul numit „udatul mirelui” (băieții abia căsătoriți sunt băgați cu capul la uluc) sau „ziua babei” - zi în care femeile fac ce poftesc și petrec până dimineața, fără bărbați. Au mai rămas puține obiceiuri grecești, printre care „Dragomanul” când, de Sfântul Ion, flăcăii intră cu calul frumos împodobit chiar în casa fetei iubite, oferindu-i vorbe dulci și colaci împletiți ca semn al dragostei. Un alt obicei grecesc este cel de „Florii”, la „Lăzărel”, când fetele de până la 16 ani cântă și primesc ouă, bani, făină, și la final rostogolesc sita, pentru ca vara să fie bogată. De „Horhumbal” băieții se întrec în a face focuri mari pe dealuri, iar la „Elefterio”, femeile torc și stau la povești în jurul unei gropi plină de jar.